# 1000 zonnen
1000 zonnen (voorheen 1000 zonnen en garnalen) was een Belgisch televisieprogramma dat van begin juni tot begin september werd uitgezonden op Eén. Op andere momenten werd het programma Iedereen beroemd uitgezonden.

## Rubrieken
Het programma bevatte vele wisselende rubrieken, die meestal op een vaste dag werden uitgezonden. Door de jaren heen werden veel rubrieken vervangen, vernieuwd of stopgezet. Eén rubriek was er altijd en dat is ook de bekendste: "De Stoel". Ergens in Vlaanderen werd in deze rubriek een strandstoel neergezet. In het programma werd de stoel dan even gefilmd en werd een voorwerp opgegeven. De bedoeling was te raden waar de stoel stond. Wie als eerste in de stoel zat met het gevraagde voorwerp won twee vliegtuigtickets. De winnaar kreeg tevens een paar vragen voorgelegd en iedereen die op de plaats was, werd gefilmd. Meestal werd er ook nog iets gedaan rond het voorwerp. Deze fragmenten werden in de volgende aflevering uitgezonden. Deze rubriek kon ook online gespeeld worden via de website van 1000 zonnen. Op de site verscheen elke dag een nieuwe postkaart met daarop een tekening van de stoel bij een bekende plaats in de wereld. In 2015 was dit een panoramafoto van de plek waar de stoel zich bevond. Via de website diende te worden geraden waar de stoel stond. Met deze wedstrijd konden eveneens twee vliegtickets worden gewonnen.

## Geschiedenis
In 2000 ging het programma van start onder de titel 1000 zonnen en garnalen. Dit is waarschijnlijk een variant op de bekende uitroep "1000 bommen en granaten" van Kapitein Haddock. Van 2006 tot 2008 was er een gelijknamig programma op Radio 2 dat verder inging op tv-rubrieken maar ook eigen thema's aansneed. De presentatie was in handen van Anja Daems in 2006, Kim Debrie in 2007 en Iris Van Hoof in 2008. In 2008 liet de VRT het woord "garnalen" vallen omdat de naam te gelijkaardig was aan bovenstaande uitspraak, en zette ook het radioprogramma stop. Het tv-programma startte aan zijn negende seizoen als 1000 zonnen.
In 2011 werd het programma in een nieuw jasje gestoken met een nieuwe huisstijl en vormgeving. Het logo had de vorm van een reclamesticker en bestond in vele kleuren.
In 2013 werd het programma wederom grondig vernieuwd. Alle rubrieken behalve De Stoel werden gewijzigd en de huisstijl werd opnieuw aangepast. Er werd hoofdzakelijk voor Belgische alternatieve muziek gekozen als achtergrond.
In 2017 kwam 1000 zonnen niet meer terug. De rubriek De Stoel is doorgegaan als apart programmaatje en liep tot en met 2022.